# Thập niên 140
Thập niên 140 hay thập kỷ 140 chỉ đến những năm từ 140 đến 149.